# Amazona viridigenalis
L'amazzone capirossa (Amazona viridigenalis) è un uccello della famiglia degli Psittacidi.

## Descrizione
Ha taglia attorno ai 33 cm, piumaggio a base verde con sfumature gialle nella parte ventrale. Le piume sono bordate di scuro, soprattutto quelle del collo. Ha un'ampia fronte rossa che arriva fino alla parte superiore degli occhi, da cui il nome comune del pappagallo, da dove parte una banda viola evidente che va verso la nuca. Le guance e la copertura delle orecchie sono di un verde brillante molto particolare. Sulle ali sono presenti bande rosse dovute alle prime 5 penne copritrici secondarie. La coda è verde tendente al giallognolo in punta. L'occhio ha iride giallo-arancio e ha un piccolo anello perioftalmico nudo. Il becco è giallo corneo e presenta una cera rosata poco marcata ma con narici ben evidenti. Le zampe sono grigio chiare.

## Comportamento
È un pappagallo che si trova in una posizione piuttosto particolare: in natura si stima siano rimasti un numero di individui compreso tra i 3000 e i 6500, si tratta quindi di un animale che rischia l'estinzione anche perché poco si è fatto per difendere il suo habitat naturale e per impedirne le catture. Tuttavia in cattività, soprattutto negli Stati Uniti, è abbastanza diffuso sia come animale da compagnia sia, fortunatamente, presso allevatori competenti che ottengono una regolare riproduzione. Vive in ambienti diversi tra loro che vanno dalla foresta primaria di tipo amazzonico con alberi alti e medi alla foresta secondaria, aperta, con alberi sparsi e sottobosco rado, ricchi di canyon, alla foresta a galleria, che si sviluppa lungo il corso dei fiumi con alberi di altezze diverse. La nidificazione inizia verso marzo quando i maschi offrono cibo alle femmine come corteggiamento. Scelgono cavità negli alberi piuttosto alti e spesso litigano anche per il possesso dei nidi migliori. La femmina depone normalmente 2-3 uova tondeggianti che vengono incubate per circa 26 giorni. I piccoli lasciano il nido a 6-8 settimane e restano con i genitori per altre 6-7 settimane prima di essere indipendenti.

## Distribuzione e habitat
È diffuso in una vasta zona del Messico nord-orientale e si muove in stormi numerose (fino a 100 individui).